# Campionat de Zúric 2002
L'edició del 2002 fou la 87a del Campionat de Zuric. La cursa es disputà el 18 d'agost de 2002, amb final a Zúric, i amb un recorregut de 236,6 quilòmetres. El vencedor final fou l'italià Dario Frigo, que s'imposà per davant de Paolo Bettini i Lance Armstrong.
Va ser la vuitena cursa de la Copa del Món de ciclisme de 2002.

## Classificació final
|    | Ciclista             | Equip                        | Temps      |
| -- | -------------------- | ---------------------------- | ---------- |
| 1  | Dario Frigo          | Tacconi Sport                | 5h 56' 54" |
| 2  | Paolo Bettini        | Mapei-Quick Step             | + 1'06"    |
| 3  | Lance Armstrong      | US Postal                    | m. t.      |
| 4  | Massimiliano Gentili | Acqua & Sapone-Cantina Tollo | m. t.      |
| 5  | Carlos Sastre        | Team CSC-Tiscali             | m. t.      |
| 6  | Michele Bartoli      | Fassa Bortolo                | m. t.      |
| 7  | Davide Rebellin      | Team Gerolsteiner            | m. t.      |
| 8  | Oscar Camenzind      | Phonak Hearing Systems       | m. t.      |
| 9  | Ivan Basso           | Fassa Bortolo                | m. t.      |
| 10 | Laurent Dufaux       | Alessio                      | m. t.      |